# エリザベス・ウィリアムズ・ベリー
エリザベス・ウィリアムズ・ベリー、別名ジャック・ウィリアムズ（Elizabeth Williams Berry、Jack Williams、1854年6月21日？ - 1969年3月26日）は、アメリカの騎手。オーストラリア出身。

## 人物
1854年6月21日、メルボルンに生まれたとされる。ベリーの家族はウェールズ人で、オーストラリアに定住していた。6歳で競馬に関心を持ち、そのため父親は、教育のために週に2回家庭教師を雇った。10歳の頃にムーニーヴァレー競馬場で初出場ながら1着となっていた。13歳の頃からジャック・ウィリアムズの名前を用い、プロとしてのレースを始めた。少年により似せるように、レース場以外でも伝統的な衣服を着用し、山高帽を着け葉巻きたばこを吸うことが多かったという。その後はオーストラリア以外でもイングランド、フランス、イタリア、ニュージーランド、南アフリカ共和国で騎手として24年以上男に扮しレースを続けていた。
騎手として働いていた時の身長は1.57メートル、体重は44kgと言われている。インディペンデント・レコードにインタビューされたときは、現役の頃には約4200勝を挙げたとも言われている。

## 移住後
1900年頃にアメリカに移住し、最初は北カリフォルニアでレースに参加した。シアトルで将来の夫である獣医師のJ.B.ベリーと出会い、6週間後の1903年6月21日に結婚した。コロラド州の裁判官は、彼女が引き取り競馬の技術を教えた家出少年に法的親権を与える際、彼女に「マザー」(Mother)というニックネームを付けた。1911年に騎手として現役を引退したが、その後も彼女は調教師として働き続けていた。
1913年にモンタナ州ヘレナに移り、その町に定住した。モンタナ競馬場でも馬をレースさせ、何頭かの馬に夫の名前を命名した。
夫は1927年に死去し、1937年4月27日に自宅が火事で焼失するまで、フェアグラウンズ競馬場の近くにある家に住んでいた。火事で焼失した後は、地元の墓地にある家に数年間住んでいた。1956年に地元の施設に移り、そこで没した。100歳の誕生日を迎えても一人暮らしを行っていた。1965年には、モンタナ州から最高齢の人物と正式に認定されていた。1966年、彼女は首都競馬協会の名誉会員になった。
1969年2月、ダイアン・クランプがアメリカで初めてパリミュチュエル方式で認可された女性騎手としてレースに参加した数日前に、レキシントン・ヘラルド＝リーダーは騎手の女性の歴史を振り返った記事を発行しており、その際ベリーを「彼女はおそらく長期間にわたって男性と対戦して成功した唯一の女性騎手である。」と言及していた。
1969年3月26日にヘレナの自宅で死去。生年が正しければ114歳278日没だった。その後にレザレクション墓地に埋葬される。
その後、ヘレナでは彼女の敬意を表し命名されたレース、マザー・ベリー・メモリアルが1970年代に開催された。